# 106e régiment d'infanterie territoriale
Le 106e régiment d'infanterie territorial est un régiment d'infanterie de l'armée de terre française qui a participé à la Première Guerre mondiale.

## Création et différentes dénominations
- mars 1875 : le régiment reçoit son numéro par décret du 19 mars en prévision de la mobilisation[1]
- août 1914 : création à la mobilisation[2]
- août 1915 : forme le 301e régiment d'infanterie territoriale
- septembre 1915 : recréé
- juillet 1918 : dissolution, forme deux bataillons de pionniers[2]
- novembre 1918 : dissolution des bataillons de pionniers[2]

## Historique des garnisons, combats et batailles du106eRIT

### Première Guerre mondiale

#### Affectations
- 97e division d'infanterie territoriale d'octobre 1914 à août 1915
- 20e corps d'armée de décembre 1916 à juillet 1918

- Un bataillon à la 15e division d'infanterie et un autre à la 25e division d'infanterie d'août à novembre 1918[2].

#### 1914
Il est mobilisé dans la 13e région militaire à Bourgoin-Jallieu.

## Drapeau
Il porte, cousues en lettres d'or dans ses plis, les inscriptions suivantes :
- Verdun 1916